# Erik Breukink
Erik Christiaan Breukink (født 1. april 1964) er en tidligere hollandsk sportsdirektør og tidligere professionel cykelrytter. Han har bl.a. været sportsdirektør for ProTour-holdet Rabobank. I sin karriere som cykelrytter har han deltaget i de tre grand tours med de bedste resultater i Giro d'Italia, hvor han sluttede på henholdsvis tredje- og andenpladsen i 1987 og 1988. Han har været hollandsk mester i både landevejsløb (1993) og enkeltstart (1995 og 1997).